# Fred Rains
Frederick William Rains, geralmente conhecido como Fred Rains (1860 – 1945) foi um diretor de cinema e ator britânico. Ele era o pai do ator Claude Rains.

## Filmografia selecionada
Ator
- The Broken Melody (1916)
- The New Clown (1916)
- The Marriage of William Ashe (1916)
- Sally in Our Alley (1916)
- Sally Bishop (1916)
- A Welsh Singer (1916)
- Land of My Fathers (1921)
- The Lady Owner (1923)
- The Audacious Mr. Squire (1923)
- Mist in the Valley (1923)
- The Money Habit (1924)
- The Conspirators (1926)
- Nell Gwyn (1926)
- The Only Way (1927)
- The Inseparables (1929)
- The Runaway Princess (1929)
- The Clue of the New Pin (1929)
- Verdict of the Sea (1932)
- The Broken Rosary (1934)
- Chick (1936)

Diretor
- Land of My Fathers (1921)